# 을파소
을파소(乙巴素, ? ~ 203년)는 고구려의 재상으로 고국천왕, 산상왕을 섬겼다. 유리왕 때 신하인 을소의 증손자이며 입관 전에는 서압록곡(西鴨淥谷) 좌물촌(左勿村)의 가난한 농부였다. 삼국사기에 열전이 남아 있다.

## 생애
고국천왕 13년인 191년, 외척인 어비류(於畀留)와 좌가려(左可慮)가 반란을 일으켰다. 이를 진압한 이후 이후 고국천왕이 4부에 영을 내려 인재를 천거하게 하였다. 그러자 4부에서는 동부의 안류를 천거하였고, 안류가 다시 유리왕 때 재상이었던 을소의 후손인 을파소를 천거하였다. 이에 왕은 그를 중외대부(中畏大夫)와 우태(于台)로 임명하였다.
을파소는 이 관직이 자신이 뜻하는 바를 하기에 충분치 못하다고 여겨 “저로써는 감히 왕명을 감당할 수 없으니, 폐하께서는 현명하고 어진 이를 가려내 높은 관직을 주어 대업을 이루소서”라 하니, 왕이 그 뜻을 알고 국상(國相, 재상)으로 임명했다. 기존 대신들과 외척들이 을파소를 경계하자 왕은 국상에게 복종치 않는 자는 일족을 멸하겠다는 엄명을 냈다.
이후 을파소가 지극정성으로 국사에 임하니, 백성들이 편안하고 내정이 안정되었다. 같은 해 10월, 고국천왕은 안류를 불러 을파소를 천거한 공을 치하하며 대사자(大使者)에 임명하였다.
3년 뒤인 194년, 7월에 서리가 내려 백성들이 굶주렸다. 이에 왕은 굶주린 백성들을 구휼하는 한편, 관리들을 시켜 봄~가을의 기간 동안 곡식을 빌려 주었다가 10월에 갚게 하는 진대법(賑貸法)을 실시하였다. 삼국사기에는 을파소와 진대법의 관계가 분명히 나오지는 않으나, 일반적으로 을파소가 진대법 실시에 큰 영향을 주었다고 보고 있다.
고국천왕이 죽은 이후 산상왕 대에도 을파소는 국상의 자리를 유지하였다. 산상왕 7년인 203년, 왕이 아들을 얻지 못해 근심하자 을파소는 "하늘의 명은 헤아릴 수 없으니, 기다리십시요"라고 진언하였다. 그 해 8월 을파소가 죽자 많은 이가 슬퍼하였다. 국상직은 고우루(高優婁)가 계승하였다.

## 을파소가 등장하는 작품
- 《우씨왕후》TVING, 2024년~2024년, 배우:김무열,안석현)

## 같이 보기
- 고구려
- 삼국시대인물일람

## 참고 자료
- 『삼국사기』 권16, 「고구려본기」4, 고국천왕
- 『삼국사기』 권16, 「고구려본기」4, 산상왕
- 『삼국사기』 권45, 「열전」5, 을파소